# フランク・マクギネス
フランク・マクギネス (英語: Frank McGuinness [məˈgɪnɨs]、アイルランド語: Proinsias MacAonghusa)はアイルランドの作家である。『シャツ工場の女たち』や『ソンムに向かって行進するアルスターの息子たちに照覧あれ』、『私を見守ってくれる人』、『ドリー・ウエストの台所』をはじめとした彼の作品とともに、「ジャン・ラシーヌやソフォクレス、ヘンリック・イプセン、ストリンドベリの作品を翻訳することで批評家の喝采を浴びた、古典文学の脚色における高い実績を持つ者」といわれている。2007年よりユニバーシティ・カレッジ・ダブリンでクリエイティヴ・ライティングの教授となっている。

## 来歴
アイルランドのドニゴール県のイニシュオーウェン半島に位置するバンクラナで生まれた。ユニバーシティ・カレッジ・ダブリンでイギリス文学と中世研究を学んだ。
マクギネスが最初に名を知られるようになったのは戯曲『シャツ工場の女たち』であるが、彼の評判を確立させたのはアベイ座、そして国際的に上演された第一次世界大戦に関する戯曲『ソンムに向かって行進するアルスターの息子たちに照覧あれ』であった。この戯曲がハムステッド劇場で上演された際、彼のアイルランド系カトリックという生い立ちに関する批評が彼の名前を広めることとなり、イブニングスタンダード紙による最も前途有望な脚本家のための賞やクリストファー・エワート・ビグス記念賞をはじめとした多くの賞を得るに至った。彼はまたヘンリック・イプセンやアントン・チェーホフ、エウリピデスの作品などの古典劇の新版を、他者の手によって逐語訳されたものを脚色して書いている。それに加え、彼はアルスターの同胞であるブライアン・フリールの舞台戯曲を脚色した映画台本である『ルナサの祭りの日に』も手掛けた。
1994年には初めての詩集である『Booterstown』を出版した。彼の詩のうちいくつかはマリアンヌ・フェイスフルによって歌われており、その中には『Electra』や『After the Ceasefire』、『The Wedding』が含まれている。
マクギネスは以前からアルスター大学で言語学や演劇、ユニバーシティ・カレッジ・ダブリンでは中世学、アイルランド国立大学メイヌースでは英語を教えていたが、英語、演劇、映画の学校でクリエイティヴ・ライティングの修士号を取得するまではライター・イン・レジデンスとしてユニバーシティ・カレッジ・ダブリンで講義を行っていた。

## 創作戯曲
「一番はじめにしたのは作曲だった。ポール・マッカートニー、ジョニ・ミッチェルのようでありたかった」 と語っている。しかしながら彼は何らかの「とてもしっかりとしたもの」を書くことを望み、戯曲を書くか小説を書くかでコイントスをした結果、戯曲を書くことになった。彼がプラットフォーム・グループ・シアター(Platform Group Theatre)という劇団に書いた一幕物の戯曲である『The Glass God』の初演は1982年、ダブリンのルルドホールシアター(Lourdes Hall Theatre)であった。これはスラプネルの共同のタイトルに示されるように一幕物の芝居の3つのうちの1つであった。彼の最初に書いた戯曲であり、ドニゴールの小さな町で余剰人員の解雇という問題に直面した女性労働者のグループを扱った『シャツ工場の女たち』も1982年が初演である。マクギネスは「自分の家族の女性」に着想を得たと話している。批評ではカトリックのイメージを示す「水曜から日曜までの時間枠」に焦点を当て、「キリスト受難劇」と評している。
2番目の作品である『ソンムに向かって行進するアルスターの息子たちに照覧あれ』の初演は1985年であった。第一次世界大戦中のプロテスタントの兵士の一団について描いたこの戯曲は当初政治的意図はなかった。しかし彼によると、元は「大きな物語」に着想を得ていたという。この戯曲は「幽霊の芝居」と表され、「共同体が幽霊のように描かれている」といわれた。
『イノセンス』は画家のカラヴァッジョを扱った作品である。カラヴァッジョの作品である『イサクの犠牲』からとっている。イサクの犠牲は父親が信仰する神の試練に従い息子を殺そうとする逸話である。カラヴァッジョの絵では、身代わりとなる羊がその犠牲の様子を見ており、人間の残酷さにぎょっとし、純真さを打ち砕かれる。マクギネスは逸話の最後に子供の代わりに犠牲となるであろう「純真な羊」から着想を得ている。彼はこの物語の中で、「カラバッジョだけが羊を覚えているだろう」と語っている。
彼の次の戯曲である『カルタゴ人』の初演は1989年であった。この作品は1972年に北アイルランドで起こった血の日曜日事件に関するものである。1972年、ロンドンデリーで抑留に反対する行進に加わった非武装市民に対してイギリス軍兵士が銃撃を行い、14人もの犠牲者を出した。マクギネスは「この作品のキーワードは「もし」という言葉である」と語っている。この作品は当初、「1980年代から90年代にわたってアイルランドの劇場で上演されてきた、古代ギリシャ悲劇を翻訳し、脚色した素体の中に位置づけられる」といわれていた。
『私を見守ってくれる人』の初演は1992年で、1986年に起きたレバノン人質事件を題材としている。多くの批評において、マクギネスの作品にはイプセンの影響が色濃く残っていて、作家自身により確証された何かがあると指摘されており、マクギネスは「シェイクスピアなど他の影響もある」と語っている。『私を見守ってくれる人』の構成はこの影響が引き金となっている。マクギネス自身の言葉の中で、「ユニコーンの角を掴み、何が起こるかを見ようと決めた」とある。マクギネスは「今まで誰もしてこなかった方法で、5幕のシェイクスピア風芝居を構成したい」と宣言している。彼はこれらを「大きなけだもの」のようだと表し、今までの彼の作品の中で、「この作品は生き続けるだろうということに薄々気付いている」と付け加えている。
『ドリー・ウエストの台所』は1999年初演で、第二次世界大戦中のドニゴール県、バンクラナを舞台としている。この時は婉曲的に、アイルランド共和国が危機に瀕していると表された時だった。アメリカ軍のバンクラナの町への到来は、軍事的駐留による侵略だけでなく「性的な侵略」であり、兵士が町に大きな影響を及ぼしたとマクギネスは語っている。しかしこの戯曲の主たるテーマは「私の人生の中で大きな悲しみは、母の死であった」ということである。マクギネスが語る通り、母親が死んだら「子供は成長しなければならない」ために、この物語の心臓部となっている。。
『Gates of Gold』は2002年初演であり、ダブリンのゲイト座の記念祭向けに作られたものである。ゲイト座は互いに生活と仕事を共にするパートナーであるマイケル・マクリアモアとヒルトン・エドワーズによって設立された。マクギネスは「同性結婚、同性愛、協力関係のよき祝福としての戯曲を書きたくなった」と語っている。彼はノラ・マクギネスによって描かれたマクリモアのデッサンを所持していて、「『シャツ工場の女たち』の経験を生かした」作品としたため、これを演じる役者は絶え間なくマクギネスの人生の中にいる。この戯曲はマクリアモアが死ぬその日を描いているが、それはマクギネスが「暗く奇怪な何か」、また予期しづらいものを描きたいと考えたからである。
2007年初演の『There Came a Gipsy Riding』は、「取り戻せはしないが、共に生きているということがわかる」と結論づけられる、「子を喪うというこれ以上ない悲しみの中でどう生き延びるか」という問いを立てた。 批評においては、「戦時中の中産階級の、三人の子供のうち一人が自殺してしまった家族を複雑に吟味した濃厚な作品」であり、「印象的な作品」であると表されている。
2007年初演の『The Hanging Gardens』はアルツハイマー病、それに罹患した人とその人の周りにおける壊滅的な影響についての戯曲である。マクギネスは「観衆に笑ってほしいし、ショックを受けてほしい。彼らの予想するものを超えたなにかを届けようとしている。」と語っている。ある評論家はこの作品について「我々をつかみ、感動させ、警告している」と評している。

## 小説
2013年に最初の小説である『Arimathea』が出版された。この小説は「救済の物語である」といわれている 。1950年のドニゴール県の村を舞台とし、「外国から来て、野性的でおかしみのある喋りをする」イタリア人の画家が来訪した影響を描いている。様々な人に登場人物の観点から語られていくこの物語は、1900年代にバンクラナのカトリック教会で十字架の道行の画を頼まれた歴史上のイタリア人に着想を得ている。マクギネスは『The Hanging Gardens』の下調べをしている間にこの小説を執筆していたが、小説として出版しようとは考えていなかった。『The Hanging Gardens』はアルツハイマー病に罹患し、次第に感情の制御を失った作家を扱ったものであった。それに加え、マクギネスはこの作品について別の下調べとして親がアルツハイマー病に罹患した経験のある人々へのインタビューを行っていた。
2014年に出版された『Paprika』は短編小説であり、アイルランドの作家による新しい物語の集まりの中に現れたものである。『Paprika』は不機嫌で情緒不安定な白人のテノール歌手であり、近年に黒い仮面を被りオペラの演目であるオセローを演じた者を中心とした人殺しの話である 。この話は、「仰々しさと絶望との間で方向を転換していく」主役の「尊大ぶった声」によって語られる。流動的であるが自覚的であるモノローグによって構成されるこの作品は連想の様々な段階を持つ。一致性の行動を調査するということを含み、シェイクスピアの作品である「オセロー」の筋書きを破壊もしくは上書きするところから始まり、不平等な「論理」を解剖し、「珍しいがしかし考えを呼び起こすような方法で語り口を貫き通す」ために「幼いころの記憶」を取り扱っている。

## オペラ
最初に手掛けたオペラの脚本は、2014年にロンドンのイングリッシュ・ナショナル・オペラで上演された『Thebans』である。この作品はソフォクレスの三部作のものである。ジュリアン・アンダーソンにオペラのリブレットを手掛けるために招かれ、この作品の本質的な部分を100分の一つの物語に脚色するという挑戦を行った。彼との最初の会話を思い出して、「最初に私が話したことは、もっともっと短くしなければならないであろうということだ。2ページのスピーチを見たんだ、6行にできると私は言った、そしてそうしたんだ」とマクギネスは語っている.” 。『オイディプス王』、『コロノスのオイディプス』、『アンティゴネ』で構成されている『Theban』三部作は時によっては年代順に並べられた3幕の芝居として上演されていたが、マクギネスは伝統的な構成を変える決断をした。彼は「私はいつも、最後に『アンティゴネ』を置くのは特に何か違う気がしていたんだ。三部作の最後ではあるが、最後になっているとは感じなかった。まるで違う作家のものであるように感じていたんだ」と語っている。この転置を賞賛こそしなかったものの、このオペラを「特別な印象を与える」と評した批評家もいた。

## 賞・名誉
Source for entries 1985-1999:
- 1985 London Evening Standard "Award for Most Promising Playwright" for Observe the Sons of Ulster Marching Towards the Somme
- 1985 Roony Prize for Irish Literature for Observe the Sons..
- 1985 Arts Council Bursary for Observe the Sons..
- 1985 Harvey's Best Play Award for Observe the Sons..
- 1985 Cheltenham Literary Prize for Observe the Sons..
- 1986 London Fringe Awards for Best Play and Best Playwright New to the Fringe for Observe the Sons..
- 1986 Plays and Players Award for Most Promising Playwright for Observe the Sons..
- 1987 Ewart-Biggs Peace Prize for Observe the Sons..
- 1990 Prague International Television Awards for The Hen House (BBC2)
- 1992 New York Film Critics Circle for Someone Who'll Watch Over Me
- 1992 Writers' Guild Award for Best Play for Someone Who'll Watch Over Me
- 1992 Independent Sunday Best Play of the Year Award for Someone Who'll Watch Over Me
- 1992 |Oliver Award nomination for Someone Who'll Watch Over Me
- 1992 Tony Award nomination for Someone Who'll Watch Over Me
- 1992 Ireland Fund Literary Award
- 1996 Tony Award for Best Revival for A Doll's House
- 1997 French Order of Arts and Letters
- 1999 Oliver Award nomination for Best New Play for Dolly West's Kitchen
- 2010 BAFTA nomination for Best Single Drama for A Short Stay in Switzerland[23]
- 2014 Irish PEN Award[24][25]
- 2019 Tip O’Neil Award

## 作品リスト

### 戯曲
- The Glass God (Platform Theatre Group, Dublin, 1982)
- シャツ工場の女たち (Abbey Theatre, Dublin, 1982)
- Borderlands (TEAM Educational Theatre Company, 1984)
- Gatherers (TEAM Educational Theatre Company, 1985)
- Ladybag (Damer Hall, Dublin for Dublin Theatre Festival, 1985)
- バッグレディ (Abbey, 1985)
- ソンムに向かって行進するアルスターの息子たちに照覧あれ (Abbey, 1985; ハムステッド劇場, London, 1986)
- イノセンス (Gate Theatre, Dublin, 1986)
- Times in It (Peacock stage of Abbey Theatre, Dublin 1988: triple bill consisting of 'Feed the Money and Keep Them Coming'; 'Brides of Ladybag' and 'Flesh and Blood')
- カルタゴ人 (Abbey, 1988; Hampstead, 1989)
- メアリーとリジー (RSC, 1989)
- The Bread Man (Gate, 1991)
- 私を見守ってくれる人 (Hampstead, West End and Broadway, 1992)
- The Bird Sanctuary (Abbey, 1993)
- Mutabilitie (RNT, 1997)
- ドリー・ウエストの台所 (Abbey, 1999)
- Speaking Like Magpies (RSC, The Swan Theatre, Straford-upon-Avon, 2005)
- Gates of Gold (Gate Theatre, Dublin, 2002. UK premiere Finborough Theatre, 2004. West End transfer 2006.)
- There Came a Gypsy Riding (Almeida Theatre, London, 2007)
- The Holy Moley Jesus Story (Greash Theatre, Dublin, 2008)
- Greta Garbo Came to Donegal (Tricycle Theatre, London, 2010)
- The Match Box (Everyman Playhouse, Liverpool, 2012)

### 脚色等
- ロスメルスホルム : ヘンリック・イプセン (RNT, 1987)
- ペール・ギュント : ヘンリック・イプセン (Gate, 1988; RSC and world tour, 1994)
- ヘッダ・ガーブレル : ヘンリック・イプセン (Roundabout Theatre, Broadway, 1994)
- 人形の家 : ヘンリック・イプセン (Playhouse Theatre, Broadway, 1997)
- 三人姉妹 : アントン・チェーホフ (Gate and Royal Court, 1990)
- ワーニャ伯父さん : アントン・チェーホフ (Field Day Production, 1995)
- イェルマ[26] : フェデリコ・ガルシーア・ロルカ (Abbey, 1987)
- 三文オペラ : ベルトルト・ブレヒト (Gate, 1987)
- コーカサスの白墨の輪 : ベルトルト・ブレヒト (RNT, 1997)
- エレクトラ : ソフォクレス (Donmar and Broadway)
- 雷雨 : アレクサンドル・オストロフスキー (Almeida)
- ヘカベ : エウリピデス
- パエドラ : セネカ
- オイディプス : ソフォクレス (Royal National Theatre)
- ヘレネ : エウリピデス (Shakespeare's Globe, 2008)
- ヨーン・ガブリエル・ボルクマン : ヘンリック・イプセン (アベイ座, 2010)
- 幽霊 : ヘンリック・イプセン (London Classic Theatre, 2011)[3][27]

### 映画脚本
- ルナサの祭りの日に（ブライアン・フリールの戯曲を脚色したもの）
- A Short Stay in Switzerland (BBC TV, 2009, based on the true story of Dr Anne Turner)

### 詩集
- Booterstown (Gallery Press, 1994)
- In Loving Memory (Limerick City Gallery of Art, 1989, with photographs by Amelia Stein)
- The Sea with no Ships (Gallery Press, 1999)
- The Stone Jug (Gallery Press, 2003)
- Dulse (Gallery Press, 2007)

### 小説
- Arimathea (Brandon, 2013)